# Cosmin Goia
Cosmin Goia (n. 16 februarie 1982, Timișoara) este un jucător român de fotbal care joacă pe postul de fundaș central la  Pécsi MFC.

## Informații personale
Inălțimea: 1,88 m
Greutate: 79 kg
Postul: Fundaș central

## Clubul curent
Pécsi MFC, cu numărul 30

## Cluburi anterioare
1. 2001-2002-Politehnica Timișoara
2. 2002-2003-Ind S Câmpia Turzii (CS Mechel Câmpia Turzii )
3. 2003-2006-CFR Cluj
4. 2006-2007-FC Brașov
5. 2007-2008-Unirea Alba-Iulia
6. 2008-2011-Nyíregyháza
7. 2011-Pécsi MFC

Meciuri
1. Divizia A     50 meciuri-2 goluri
2. Divizia B     128 meciuri-13 goluri

Cupe Europene
1. 2005-2006      Cupa UEFA Intertoto 2 meciuri